# Knema globularia
Knema globularia är en tvåhjärtbladig växtart som först beskrevs av Jean-Baptiste de Lamarck, och fick sitt nu gällande namn av Otto Warburg. Knema globularia ingår i släktet Knema och familjen Myristicaceae. Inga underarter finns listade i Catalogue of Life.